# Triphleba forfex
Triphleba forfex är en tvåvingeart som beskrevs av Schmitz 1943. Triphleba forfex ingår i släktet Triphleba och familjen puckelflugor. Inga underarter finns listade i Catalogue of Life.